# Pavel Alexejevič Čerenkov
Pavel Alexejevič Čerenkov (rusky Павел Алексеевич Черенков; 15.jul./ 28. července 1904greg. Voroněž – 6. ledna 1990) byl ruský (sovětský) fyzik, který objasnil tzv. Čerenkovův efekt. Také se podílel na vývoji urychlovačů částic.

## Život
Narodil se v rodině zemědělce a po absolvování základní školy a gymnázia roku 1928 úspěšně dokončil studium Fyzikálně-matematické univerzity ve Voroněži. Od roku 1930 pracoval ve fyzikálním institutu AV SSSR v Moskvě, kde se vypracoval až na vedoucího oddělení a současně vyučoval jako profesor v Moskevském energetickém institutu.
Společně se Sergejem Vavilovem se zabýval luminiscencí uranových solí při ozařování γ zářením. V roce 1934 Čerenkov pozoroval záření modrého světla z láhve vody vystavené radioaktivnímu ozařování. Tzv. Čerenkovův efekt spojil s působením elektronů, uvolněných gama zářením. Jev vysvětlili fyzici Frank a Tamm, jako vlny, vznikající pohybem elektronů rychlostí vyšší, než je rychlost světla ve vodě.
Později se věnoval studiu kosmického záření, zejména vícenásobné ionizaci molekul v druhotné složce kosmického záření.
V roce 1940 získal Čerenkov vědeckou hodnost doktor fyzikálně-matematických věd. V roce 1953 se stal profesorem experimentální fyziky.
Čerenkov byl vyznamenán státní cenou SSSR a to v letech 1946, 1951 a 1977. V roce 1958 se Pavel Alexejevič Čerenkov stal spolu s Iljou Michajlovičem Frankem a Igorem Jevgeňjevičem Tammem laureátem Nobelovy ceny za objev čerenkovova záření.